# Alexander Wilhelm von Götte
Alexander Wilhelm von Götte ou Goette est un zoologiste allemand, né le 31 décembre 1840 à Saint-Pétersbourg et mort le 5 février 1922 à Handschuhsheim.

## Biographie
Il est le fils d’Ernst Bernhard et de Natalie née Bagh. Il étudie la médecine à Dorpat (de) en Livonie au début des années 1860. Il obtient son doctorat à Tübingen en 1866 et se marie l’année suivante avec Maria Hoerschelmann, union dont naîtra trois fils et deux filles.
Il devient l’assistant d’Eduard Oscar Schmidt (1823-1886) à l’institut de zoologie de Strasbourg en 1872, puis professeur associé en 1877. Il dirige le département de zoologie du Muséum de la ville à partir de 1880. De 1882 à 1886, il enseigne et dirige l’institut zoologique de l’université de Rostock, puis enseigne à Strasbourg de 1886 à 1918.
Götte est notamment l’auteur de Die Entwickelungsgeschichte der Unke (Bombinator igneus) (L. Voss, Leipzig, 1875) sur le développements des crapauds, Ueber Entwickelung und Regeneration des Gliedmassenskelets der Molche (L. Voss, Leipzig, 1879), sur la régénération des extrémités des salamandres, Abhandlungen zur Entwickelungsgeschichte der Tiere (quatre volumes, L. Voss, Hambourg et Leipzig, 1884-1890) sur l’évolution des animaux, Claus und die Entwicklung der Scyphomedusen (Breitkopf, Leipzig, 1891) sur le développement des méduses et Holbeins Totentanz und seine Vorbilder (K. I. Trübner, Strasbourg, 1897) sur la peinture de Hans Holbein le Jeune (1497-1543).
Ernst Ludwig Bresslau (de) (1877-1935) lui a dédié en 1906 Opisthocystis goettei (nl).